# Улица Куйбышева (Минск)
Улица Куйбышева (бел. Вуліца Куйбышава) — улица в Советском и Центральном районах Минска. Названа в честь Валериана Владимировича Куйбышева (1888—1935), советского партийного и государственного деятеля. Протяжённость — около 2800 м.

## История
Формирование района улицы началось в первой половине XIX века на месте существовавших предместий. Первоначально улица называлась Плебанская, на рубеже XIX—XX веков — Широкая, с 1935 года — Куйбышева. Ранее начиналась мостом через Свислочь. В начале XX века в районе улицы располагались крупный рынок на Троицкой горе, женское духовное училище и епархиальное училище. В советское время в здании последнего был размещён военный госпиталь минского гарнизона РККА, преобразованный в 1939 году в окружной госпиталь Белорусского особого военного округа (в настоящее время — Главный военный клинический госпиталь Вооруженных Сил Республики Беларусь). Во время Великой Отечественной войны на территории его и близлежащих казарм артиллерийского полка размещался концентрационный лагерь для военнопленных (у перекрёстка улицы с проспектом Машерова установлен мемориальный знак).

## Описание
Начинается у улицы Янки Купалы, недалеко от Оперного театра.
Заканчивается у улицы Сурганова.
Пересекается с:
- улицей Пашкевич.
- улицей Коммунистической,
- улицей Киселёва,
- проспектом Машерова,
- улицей Веры Хоружей,
- улицей Кульман,

На протяжении первых 300 метров с правой (чётной) стороны улицы располагается сквер Марата Казея и Министерство обороны Республики Беларусь (Коммунистическая, 1), а с левой — сквер Национального театра оперы и балета. Далее начинается двухэтажная застройка (дома 17-31 по нечётной стороне и 10-18 по чётной). Между улицей Киселёва и проспектом Машерова располагаются корпуса завода «Горизонт», торговый центр «Горизонт» и заводской спортивный центр. За проспектом Машерова — застройка преимущественно жилая, девятиэтажная. На пересечении с улицей Веры Хоружей расположен Комаровский рынок.
На улице располагаются посольства Объединенных Арабских Эмиратов (адрес: Куйбышева, 12) и Венесуэлы (Куйбышева, 14).

## Транспорт
По улице осуществляется автобусное и троллейбусное движение. Ближайшие к улице станции метрополитена — Площадь Победы, Площадь Якуба Коласа, Академия наук и Немига.
Рядом с улицей проходят трамвайные маршруты №3, 4 и 5.

## Почтовые отделения
| Почтовый код | Дома обслуживания |
| ------------ | --- |
| 220029       | 8-16 ЧЕТН,9/1,9,9/3,9/2,16/21,17,17/11,18,18/14,19,19А, 20,21,22,23,23/20,24,24/20,25-31 НЕЧ,25А,26-38 ЧЕТН,31/23, 33/16,33,35,41,45,55,57А,57,59 |
| 220100       | 40,44,46А,46,48А,48,69,73-85 НЕЧ,79/2,87,91-97 НЕЧ,101                                                                                            |
| 220123       | 53,61/1,61/3,61/2,65,67/1,67/2,67/3 |